# Phyllanthus andalangiensis
Phyllanthus andalangiensis är en emblikaväxtart som beskrevs av Jacques Désiré Leandri. Phyllanthus andalangiensis ingår i släktet Phyllanthus och familjen emblikaväxter. Inga underarter finns listade i Catalogue of Life.